# هربرت ودسون
هربرت ودسون (بالإنجليزية: Herbert Woodson)‏ هو مهندس أمريكي، ولد في 25 أبريل 1925 في ستامفورد في الولايات المتحدة، وتوفي في 30 نوفمبر 2018 في فورت وورث في الولايات المتحدة.